# استرابری گای
الکساندر مورگان استیونز (به انگلیسی: Alexander Morgan Stephens؛ زادهٔ ۹ مهٔ ۱۹۹۶) که با نام هنری استرابری گای (به انگلیسی: Strawberry Guy) شناخته می‌شود، موسیقی‌دان ایندی پاپ اهل ولز می‌باشد که در حال حاضر ساکن لیورپول، انگلستان است. او بیشتر به‌خاطر تک‌آهنگ سال ۲۰۱۹ خود، «خانم جادو»، که از طریق تیک‌تاک به محبوبیت رسید، شناخته می‌شود.
استیونز که پیش‌تر نوازدهٔ کیبورد گروهٔ اوریلز بود، از سال ۲۰۱۸ با نام «استرابری گای» شروع به ساخت موسیقی نمود و در سال ۲۰۱۹ اولین ئی‌پی خود را تحت عنوان دارم وقت می‌ذارم تا بتوانم منتشر کرد. وی نخستین آلبوم خود با عنوان خورشید بیرون پنجره‌ام را در اکتبر سال ۲۰۲۱ منتشر کرد.